# 洪康喬
洪康喬（1992年04月22日—）是前臺灣男子籃球運動員。

## 球員生涯

### 松山高中
洪康喬畢業於七賢國中，與余純安一起到松山高中接受黃萬隆的魔鬼訓練，並在高二、高三帶領綠色神盾完成2連霸。其中，98學年度的HBL冠軍戰，松山主戰中鋒胡瓏貿雖然提早犯滿畢業，僅出賽19分鐘，得到5分7籃板，但洪康喬打滿全場，狂轟48分(HBL第二高)、11籃板、4抄截、2火鍋、1助攻，僅1失誤、3犯規，率領綠色神盾在最後關頭逆轉，以83:80再次擊敗挑戰者能仁家商，成為HBL男甲級史上第5支連霸隊伍。洪康喬也拿下該季MVP。

### 國立臺灣師範大學
洪康喬大一頂著明星球員光環進入台師大，更在大四那年擔任隊長。然而，2014年2月21日(複賽第6天)，台師大和義守大學卻在場上爆發鬥毆事件。事後雙方都遭到UBA嚴厲的處罰，不但被剝奪該季參賽資格(已賽成績全數消除)、下季被禁賽，2015-16年球季恢復資格後也必須從公開組第2級出發。洪康喬雖然在UBA賽場上依舊有不錯的表現，但2013年右膝十字韌帶的傷勢，讓他的名字漸漸淡出籃球場。

### 超級籃球聯賽
2014年，洪康喬自台師大畢業後就讀研究所，並擔任母校松山高中的訓練員。而那年3月，松山再度克服落後大半場的劣勢，最終粉碎泰山高中全勝封王的美夢，這也讓洪康喬重拾自己對籃球的熱情。辭退訓練員一職後，洪康喬改變心態，開始正視自己的傷勢，每天養傷復健並積極尋找醫療自己膝蓋的醫生。2015年6月底，洪康喬動了膝蓋手術，在兩個月的日子裡積極復健、自我訓練的同時，也跟著母校台師大球隊訓練，並投身2015年SBL選秀，也加入SBL夏季聯賽的未來之星接受試煉。2015年9月14日，洪康喬成為選秀會遺珠，成為自由球員，之後加盟璞園建築。

## 酒駕事件
2018年5月27日凌晨，洪康喬開車行經北市忠孝東路4段181巷口時，看見附近有警察臨檢，疑似心虛的他，將車臨停在巷口等候，但此舉反而引來員警上前盤查。洪康喬下車後，被員警發現酒測值超標，立即被警方依酒駕現行犯身分帶回分局，依公共危險送辦。酒測值0.48毫克，台北地檢署考量他已認罪，且沒肇事，予以緩起訴處分，須繳交6萬元以上罰金。

## 外部連結
- 洪康喬在fiba.basketball（英语）
- 洪康喬在archive.fiba.com（存檔）（英语）
- 洪康喬在Eurobasket.com（球員）（英语）
- 洪康喬在Proballers（英语）
- 洪康喬在RealGM（英语）